# Vincenzo de Grandis
Vincenzo de Grandis (Ostra (Marques), 6 d'abril, 1631 - Idem. 4 d'agost, 1708), va ser un cantant (tenor), director de banda i compositor italià.

## Biografia
Vincenzo de Grandis provenia de la família comtal de Grandis de Montalboddo (l'actual Ostra) i va ingressar al clergat als 19 anys, sent ordenat sacerdot el 1652 o el 1653. Segurament va rebre la seva formació musical del seu oncle Vincenzo de Grandis (1577–1646) a Roma, que també era sacerdot i va aparèixer com a compositor gairebé exclusivament d'obres sagrades.
Vincenzo de Grandis va treballar inicialment com a director de banda a Roma, però en aquell moment ja treballava per al duc de Braunschweig-Lüneburg a Hannover, reclutant i formant músics per a la seva banda de cort.
Entre 1661 i 1690 va treballar com a cantant. L'any 1689, trobem el cantant a Venècia per Amulio e Numitore de Giuseppe Felice Tosi, amb la soprano Anna Maria Lisi. El 1674, de Grandis va rebre el càrrec de director de cort a Hannover. Aquí va aconseguir un èxit artístic considerable, però va haver d'abandonar la ciutat després de la mort del duc Johann Friedrich el 1680. Després va ocupar càrrecs com a director de banda a Mòdena i Loreto abans de retirar-se a la seva ciutat natal.

## Obra
Va crear una òpera, diversos oratoris i motets i algunes obres vocals profanes. Fins i tot durant la seva vida, les seves obres van ser molt valorades per la seva expressivitat i qualitat compositiva. En algunes de les seves cantates en solitari va abordar, d'una manera gairebé romàntica, algunes amargues experiències de la seva etapa al tribunal de Hannover, on va ser condemnat a presó durant algun temps, aparentment sense cap motiu.